# Radzanowo (village)
Pour les articles homonymes, voir Radzanowo.
Radzanowo (prononciation : [rad͡zaˈnɔvɔ]) est un village polonais de la gmina de Radzanowo dans le powiat de Płock de la voïvodie de Mazovie dans le centre-est de la Pologne.
Le village est le siège administratif (chef-lieu) de la gmina appelée gmina de Radzanowo.
Il se situe à environ 15 kilomètres à l'est de Płock (siège du powiat) et à 86 kilomètres au nord-ouest de Varsovie (capitale de la Pologne).
Le village compte approximativement une population de 1 186 habitants en 2009.

## Histoire
De 1975 à 1998, le village appartenait administrativement à la voïvodie de Płock.